# Flaka Krelani
Flaka Krelani, född 28 juni 1989 i Gjakova, Kosovo, är en albansk sångerska. Tillsammans med den norsk-kosovoalbanska sångerskan Doruntina Disha slutade hon tvåa i Festivali i Këngës 46, Albaniens uttagning till Eurovision Song Contest 2008. Hade de vunnit hade man blivit de första kosovoalbanerna att representera landet i tävlingen. Istället skedde detta år 2012, då Rona Nishliu representerade Albanien.

## Biografi
Krelani föddes år 1989 i staden Gjakova i dåvarande Jugoslavien. Vid 13 års ålder började hon sjunga i sin hemstad Gjakova. År 2004, vid 15 års ålder, deltog hon i Albaniens motsvarighet till Idol, Ethet e së premtes mbrëma. Hon lyckades ta sig till finalen av tävlingen och slutade där på andra plats. Året efter Ethet ställde hon upp i Festivali i Këngës 44 tillsammans med Erti Hizmo och med låten "Për ty". De lyckades ta sig till finalen men slutade där oplacerade. År 2007 vann hon priset "best alternative" vid Top Fest 4. Senare år 2007 ställde hon tillsammans med Doruntina Disha upp i Festivali i Këngës 46 med låten "Jeta kërkon dashuri". De tog sig via semifinalen till final där de slutade på en andra plats med 57 poäng, 10 poäng efter vinnaren Olta Boka. I efterhand föregick diskussioner om domarnas avsikter då alla domare utom de två sista, som gav 0 poäng, gav Krelani och Disha höga poäng (4 tolvor och 1 åtta). Istället fick Boka representera sitt hemland i Eurovision 2008 med låten "Zemrën e lamë peng". Året därpå, 2008, var hon med i duettrundan i Festivali i Këngës 47 då hon tillsammans med Kejsi Tola framförde Tolas låt "Më merr në ëndërr". Tola kom senare att vinna tävlingens final och tävla för Albanien i Eurovision Song Contest 2009. 
År 2009 ställde Krelani på nytt upp i Festivali i Këngës, denna gång med låten "Le të bëhet çfarë të dojë". I duettrundan framförde hon låten tillsammans med Jonida Maliqi och i finalen slutade hon, efter att ha tilldelats 99 poäng, femma. 2010 deltog hon i Top Fest 7 med låten "Ëndërr" (dröm).  Under våren 2012 var hon med som kändisgäst i X Factor Albania.
I december 2012 deltog hon i Festivali i Këngës 51. Hennes bidrag hette "Labirinti i zemrës" (tidigare "Tek ti në shpirt") och komponerades av Endri Sina med text av Pandi Laço. I finalen slutade hon sexa efter att bland annat ha fått två av de sju domarnas tolvor.
Hon deltog i Festivali i Këngës 54 i december 2015 med låten "S'je për mu". Låten skrevs och komponerades av hennes bror Qëndrim Krelani. I finalen av tävlingen slutade Flaka på tredje plats. 
För andra året i rad deltog Krelani 2016 i Festivali i Këngës 55. Även detta år deltog hon med en låt skriven av hennes bror, med titeln "Osiris". Ursprungligen kallades låten "S'dua t'flas". Hon tog sig till finalen och slutade där 5:a.

## Diskografi

### Singlar
- 2007 – "Një botë tjetër"
- 2007 – "Jeta kërkon dashuri"
- 2009 – "Le të bëhet çfarë të dojë"
- 2010 – "Ëndërr"
- 2011 – "Si bass" (feat. Rina Abdyli & Mc Kresha)
- 2011 – "Krej ç'ka kë s'jë"
- 2012 – "Labirinti i zemrës" / "Tek ti në shpirt"
- 2015 – "S'je për mua"
- 2016 – "Osiris"